# NN-190
La carretera NN-190 es una vía departamental secundaria ubicada en el departamento de Boaco, Nicaragua. Fue inaugurada en 2024 y tiene una longitud de 42.46 kilómetros. Esta carretera conecta la comunidad de El Palo, en el municipio de San Lorenzo, con la zona de Saguatepe, mejorando el acceso a zonas rurales del centro del país.

## Trazado y cruces
A continuación se detalla el trazado de la carretera NN-190:
| km    | Localidad              | Departamento | Conexión / Ruta |
| ----- | ---------------------- | ------------ | --------------- |
| 0.0   | El Palo                | Boaco        |                 |
| 25.0  | Comunidad Las Jagüitas | Boaco        |                 |
| 42.46 | Saguatepe              | Boaco        |                 |